# Clout Cobain
Singles de Denzel Curry
Percs
(2018) Vengeance
(2018)
Pistes de Ta13oo
Sirens The Blackest Balloon
Clout Cobain est une chanson du rappeur Denzel Curry issue de l'album Ta13oo. Elle sort en single le 11 juillet 2018 sur les labels PH et Loma Vista.

## Historique
Clout Cobain est une chanson faisant référence aux difficultés qu'éprouve Curry face au succès et aux ravages qu'il peut provoquer. Clout se traduit par influence, et ici, le rappeur critique le monde de la musique et les effets nocifs qu'ils ont sur les artistes et le public. Elle fait également référence au célèbre chanteur Kurt Cobain, qui s'est suicidé à l'âge de vingt-sept ans. 
La ligne « Suicidal doors, call it Kurt Cobain » est une référence évidente au leader de Nirvana.